# ジョアン・アヴェランジェ
ジョアン・アヴェランジェ（João Havelange [ʒuˈɐ̃w aviˈlɐ̃ʒi]）ことジャン＝マリー・フォスタン・ゴドフロワ・ド・アヴランジュ博士（Dr. Jean-Marie Faustin Goedefroid de Havelange [ʒɑ̃ maʁi fostɛ̃ ɡɔdfʁwa də avlɑ̃ʒ], 1916年5月8日 - 2016年8月16日）は、ブラジル・リオデジャネイロ出身の実業家、国際オリンピック委員会委員。スタンリー・ラウスの後任として国際サッカー連盟(FIFA)の第7代会長を1974年から1998年まで務め、ゼップ・ブラッターを後任とした。また国際オリンピック委員会(IOC)のメンバーでもあった。

## 経歴
アヴェランジェの父はブラジルで新たな生活を始めるためにベルギーを離れ、父はアヴェランジェが17歳の時に死去した。アヴェランジェも若い頃、水球や水泳などいくつかのスポーツで成果を挙げ、特に1936年のベルリンオリンピックでは水泳選手として出場した。また、アヴェランジェは1952年のヘルシンキオリンピックで水球のブラジル代表チームに選出され出場した。
1958年から1975年にかけて、アヴェランジェはブラジルスポーツ連盟（CBD、現在のブラジルサッカー連盟）の会長を務め、さらに1955年から1963年の間はブラジルオリンピック委員会のメンバーでもあった。
1974年にスタンリー・ラウスを破り、FIFAの会長に就任する。1998年までの24年にわたる在任期間中はサッカーの商業化を推進する一方、商業化により獲得した資金で各世代の世界大会を創設するなど、サッカー後進地域の発展に力を入れた。
アヴェランジェはブラジルのスポーツ特別功労勲章、ポルトガルのエンリケ航海王子勲章、スウェーデンのワッサ勲章、スペインのイサベル女王十字勲章など多くの勲章を受けている。1998年にはフランスワールドカップ開催の功績などによりレジオンドヌール勲章（グラントフィシエ）を授与された。また同年にはFIFAの名誉会長に推挙された。
アヴェランジェは晩年にリオデジャネイロで家族とともに暮らした。アヴェランジェは24歳の時に法学博士号を取得し、バス会社Auto Viação Jabaquaraの弁護士として働いた。現在、アヴェランジェは別のバス会社であるViação Cometa S/Aで取締役の職にあり、またOrwec Química e Metalurgia Ltdaの上級パートナーでもある。
クルーベ・ドス・トレーゼが運営し、ヴァスコ・ダ・ガマの優勝に終わった2000年のブラジル選手権は、アヴェランジェの名を冠したコパ・ジョアン・アヴェランジェとして開催された。2007年のパンアメリカン競技大会のために建設された競技場は、アヴェランジェのその功績を称えてエスタディオ・オリンピコ・ジョアン・アヴェランジェと命名された。なお、Estádio Parque do Sabiáとして知られる競技場の正式名称も、アヴェランジェの名を記念したものである。
FIFAのマーケティングパートナーであったISL社の破綻に伴う国際的な資金疑惑に関しては、アヴェランジェの名前も挙げられサッカー界に議論を巻き起こした。
IOCは、FIFA会長時代のアヴェランジェの不正な金銭受領疑惑について調査を進め、2011年12月8日のIOC理事会で追放を含めた厳しい処分を下すはずだったが12月1日、アヴェランジェが手紙で辞任を申し出た為、結局処分は見送られた。
アヴェランジェは2016年8月16日、100歳でその生涯を閉じた。